# Antiga Rauma
L'Antiga Rauma (Vanha Rauma en finès) és el nucli antic de fusta de la ciutat de Rauma, a la Finlàndia Occidental, a Finlàndia. És considerat com Patrimoni de la Humanitat per la UNESCO.
La zona del nucli antic de Rauma és d'aproximadament 0,3 km², amb prop de sis-cents edificis (comptant les cases i els coberts) i al voltant de 800 persones que viuen a la zona. La ciutat de Rauma no s'expandí fora de la vella Rauma fins al 1800. Els edificis més antics daten del segle xviii, ja que dos incendis el 1640 i 1682 van destruir la ciutat. La majoria dels edificis estan actualment habitats i són propietat dels particulars, encara que al llarg dels dos carrers principals i al voltant de la plaça del poble es troben principalment en ús comercial.
Els llocs d'interès especial inclouen la casa Kirsti, que és la casa d'un mariner dels segles xviii i xix, i la casa de Marela, que és la casa d'un armador del segle xviii però amb una façana segle xix, tots dos són actualment museus. Altres llocs d'interès inclouen els rars edificis de pedra de la vella Rauma: l'Església de la Santa Creu, un antic monestir franciscà església del segle xv amb pintures medievals i de l'antic ajuntament de 1776. Una altra església a Rauma, l'Església de la Santíssima Trinitat, també del segle xv, cremada en el foc de 1640.